# Gurrea de Gállego (kommunhuvudort)
Gurrea de Gállego är en kommunhuvudort i Spanien.   Den ligger i provinsen Provincia de Huesca och regionen Aragonien, i den nordöstra delen av landet, 300 km nordost om huvudstaden Madrid. Gurrea de Gállego ligger 343 meter över havet och antalet invånare är 1 742.
Terrängen runt Gurrea de Gállego är huvudsakligen platt, men västerut är den kuperad. Runt Gurrea de Gállego är det glesbefolkat, med 16 invånare per kvadratkilometer. Närmaste större samhälle är Zuera, 16,6 km söder om Gurrea de Gállego. Trakten runt Gurrea de Gállego består till största delen av jordbruksmark.